# Vânătorul de recompense
Vânătorul de recompense (engleză: Blade Runner) este un film științifico-fantastic în regia lui Ridley Scott, cu un scenariu scris de Hampton Fancher și David Peoples bazat pe romanul lui Philip K. Dick Visează androizii oi electrice?. În film interpretează, în rolurile principale, Harrison Ford, Rutger Hauer, Sean Young, Edward James Olmos și Daryl Hannah.

## Prezentare
Filmul prezintă orașul Los Angeles, în anul 2019. Oameni prefabricați genetic denumiți replicanți, identici din punct de vedere fizic cu oamenii normali sunt folosiți drept sclavi pe coloniile din sistemul solar. Prezența lor pe Pământ este ilegală datorită unor răscoale sângeroase care au avut loc în colonii, iar ei sunt considerați periculoși.
Acțiunea filmului se concentrează asupra urmăririi și eliminării replicanților de către polițiști special instruiți, denumiți blade-runners. Complexitatea filmului rezultă însă din abordarea psihologică a conflictelor dintre urmăritori și cei considerați sub-oameni.
Filmul a fost primit cu rezerve de publicul din Statele Unite, însă a căpătat o popularitate foarte mare și a fost bine primit de criticii din întreaga lume, fiind considerat de multe liste și clasamente de specialitate ca fiind cel mai bun film științifico-fantastic din toate timpurile.
Până acum filmul a fost prezentat în șapte variante, ca rezultat al schimbărilor făcute de producători. Prima variantă limitată a regizorului a fost lansată în anul 1992. După aceea ca urmare a succesului pe care l-a avut la casele de închirieri video, a fost printre primele filme scoase vreodată pe DVD în condiții de calitate precară. În anul 2007 Warner Bros. a relansat filmul în cinematografe precum și în formatele DVD/HD DVD/Blu-ray la aniversarea a 25 de ani de la lansarea filmului. Această versiune cuprinde varianta definitivă a regizorului, prelucrată digital.

## Distribuție
| Actor              | Personaj           |
| ------------------ | ------------------ |
| Harrison Ford      | Rick Deckard       |
| Rutger Hauer       | Roy Batty          |
| Sean Young         | Rachael            |
| Edward James Olmos | Gaff               |
| M. Emmet Walsh     | Bryant             |
| Daryl Hannah       | Pris               |
| William Sanderson  | J.F. Sebastian     |
| Brion James        | Léon Kowalski      |
| Joe Turkel         | Eldon Tyrell       |
| Joanna Cassidy     | Zhora              |
| James Hong         | Hannibal Chew      |
| Morgan Paull       | Holden             |
| Kevin Thompson     | Bear               |
| John Edward Allen  | Kaiser             |
| Hy Pyke            | Taffey Lewis       |
| Kimiko Hiroshige   | Femeie cambodgiană |
| Bob Okazaki        | Howie Lee          |
| Carolyn DeMirjian  | Vânzătoare         |
| Judith Burnett     | Ming-Fa            |
| Leo Gorcey Jr.     | Louie (barman)     |
| Sharon Hesky       | Bețiv              |
| Kelly Hine         | Showgirl           |
| Tom Hutchinson     | Barman             |
| Charles Knapp      | Barman             |
| Rose Mascari       | Bețiv              |
| Jiro Okazaki       | Polițist           |
| Steve Pope         | Polițist           |
| Robert Reiter      | Polițist           |
| Alexis Rhee        | Geisha #1          |

## Premii
- 1983 - Premiul BAFTA pentru cea mai bună cinematografie - Jordan Cronenweth
- 1983 - Premiul BAFTA pentru cele mai bune costume - Charles Knode și Michael Kaplan
- 1983 - Premiul BAFTA pentru regie artistică, Lawrence G. Paull
- 1983 - Premiul Hugo pentru cea mai bună prezentare dramatică
- 1983 - Premiul pentru realizare specială - Festivalul Criticilor de Film, Londra - Lawrence G. Paull, Douglas Trumbull, Syd Mead
- 1982 - Premiul LAFCA pentru cea mai bună cinematografie - Asociația Criticilor de Film din Los Angeles - Jordan Cronenweth

## Nominalizări
- 1983 - Premiul Oscar pentru cea mai bună regie artistică
- 1983 - Premiul Oscar pentru efecte vizuale
- 1994 - Premiul Saturn pentru cea mai bună realizare a genului, Academy of Science Fiction, Fantasy and Horror Films, USA
- 1983 - Premiul Saturn pentru cel mai bun regizor
- 1983 - Premiul Saturn pentru cel mai bun film științifico-fantastic
- 1983 - Premiul Saturn pentru efecte speciale
- 1983 - Premiul Saturn pentru cel mai bun actor în rol secundar
- 1983 - Premiul BAFTA pentru editare de film
- 1983 - Premiul BAFTA pentru machiaj
- 1983 - Premiul BAFTA pentru coloana sonoră
- 1983 - Premiul BAFTA pentru cel mai bun sunet
- 1983 - Premiul BAFTA pentru efecte speciale

## Vezi și
- Lista Time cu cele mai bune 100 de filme din toate timpurile